# Lettország adórendszere
Lettország adórendszere központi és helyi adókat foglal magába. 2014-ben az adóbevételek a bruttó hazai termék (GDP) 29,3%-át tették ki. Az állam legfontosabb bevételi forrásai a társadalombiztosítási hozzájárulás (32,9%), általános forgalmi adó (25,2%), személyi jövedelemadó (20,1%), fogyasztási adók (11,0%) és társasági adó (5,5%), amelyek mind központi jellegűek.
A személyi jövedelemadó egykulcsos, 23%-os. Nem kell adóbevallást készítenie azoknak, akiknek a jövedelme kizárólag munkaviszonyból származik.
A társadalombiztosítási hozzájárulás minden munkajövedelem után fizetendő, és a legtöbb munkavállaló számára kötelező. A munkavállaló a bruttó bér 11%-át, a munkaadó 24,09%-át fizeti. 2013-ig a társadalombiztosítási hozzájárulást a válságra való tekintettel jövedelemkorlát nélkül kellett fizetni, de 2014 óta a TB-köteles jövedelem felső határa évi 46 600 euró.
Az általános forgalmi adó általános kulcsa 21%; a gyógyszerekre és a fűtésre egy kedvezményes 12%-os kulcs vonatkozik. Egyes termékek és szolgáltatások áfamentesek, így például az oktatás, orvosi ellátás, pénzügyi szolgáltatások és bérleti díj.
A luxustermékekre és a környezetre ártalmas termékekre fogyasztási adót is vetnek ki. A bor fogyasztási adója 2016. márciustól 74,00 euró 100 literenként,  a kávéé pedig 2015. január 1. óta 142,29 euró 100 kilogrammonként.

## Fordítás
Ez a szócikk részben vagy egészben  a   Taxation in Latvia című angol Wikipédia-szócikk ezen változatának fordításán alapul.  Az eredeti cikk szerkesztőit annak laptörténete sorolja fel. Ez a jelzés csupán a megfogalmazás eredetét és a szerzői jogokat jelzi, nem szolgál a cikkben szereplő információk forrásmegjelöléseként.